# マイケル・マーフィー (ミサイル駆逐艦)
|          |                                                                                               |
| 艦歴     |                                                                                               |
| 発注     | 2002年9月13日                                                                                 |
| 起工     | 2010年6月12日                                                                                 |
| 進水     | 2011年5月7日                                                                                  |
| 就役     | 2012年10月6日                                                                                 |
| 退役     |                                                                                               |
| その後   | 就役中                                                                                        |
| 要目     |                                                                                               |
| 排水量   | 9,648 トン                                                                                    |
| 全長     | 155.3 m (509 ft 6in)                                                                          |
| 全幅     | 20.1 m (66 ft)                                                                                |
| 吃水     | 9.4 m (31 ft)                                                                                 |
| 機関     | COGAG方式                                                                                     |
| 機関     | LM 2500-30ガスタービンエンジン (27,000shp) ×4基                                               |
| 機関     | 可変ピッチプロペラ（5翔）×2軸                                                                 |
| 最大速   | 31ノット                                                                                      |
| 航続距離 | 4,400 海里（20ノット時）                                                                      |
| 乗員     | 士官、兵員 380名                                                                              |
| 兵装     | Mk.45 mod.4 5インチ単装砲 ×1基                                                                |
| 兵装     | Mk.38 25mm単装機関砲 ×2基                                                                     |
| 兵装     | Mk.15 20mmCIWS×1基                                                                            |
| 兵装     | M2 12.7mm機銃 ×4挺                                                                            |
| 兵装     | Mk.41 mod.15 VLS ×96セル - SM-2MR SAM - ESSM 短SAM - VLA SUM - トマホーク SLCM などを発射可能 |
| 兵装     | Mk.32 3連装短魚雷発射管×2基                                                                   |
| 艦載機   | MH-60R×2機搭載可能                                                                            |
| C4ISTAR  | AWS B/L 7 (Mk.99 GMFCS×3基)                                                                   |
| C4ISTAR  | AN/SQQ-89A(V)15                                                                               |
| センサ   | AN/SPY-1D(V) 多機能レーダー×4面                                                               |
| センサ   | AN/SPS-67 対水上レーダー×1基                                                                  |
| センサ   | AN/SQS-53C(V)1艦首装備ソナー                                                                  |
| 電子戦   | AN/SLQ-32(V)3 ESM/ECM装置                                                                     |
| 電子戦   | Mk 36 SRBOC デコイ発射機                                                                      |

マイケル・マーフィー (英語: USS Michael Murphy, DDG-112) は、アメリカ海軍のミサイル駆逐艦。アーレイ・バーク級ミサイル駆逐艦の62番艦。艦名はアフガニスタンで戦死し名誉勲章を授与されたNavy SEALs所属マイケル・パトリック・マーフィー海軍大尉にちなむ。

## 艦歴
マイケル・マーフィーは2002年9月13日にメイン州バスのバス鉄工所に発注され、アーレイ・バーク初代艦長のジョン・モーガン中将が最初の鋼材を切断した。艦名はドナルド・C・ウィンター海軍長官が2008年5月8日に決定し、2010年6月12日で起工、マーフィーの誕生日である2011年5月7日にモーリーン・マーフィー（マーフィー大尉の母親）によって命名、進水、2012年10月6日に就役した。

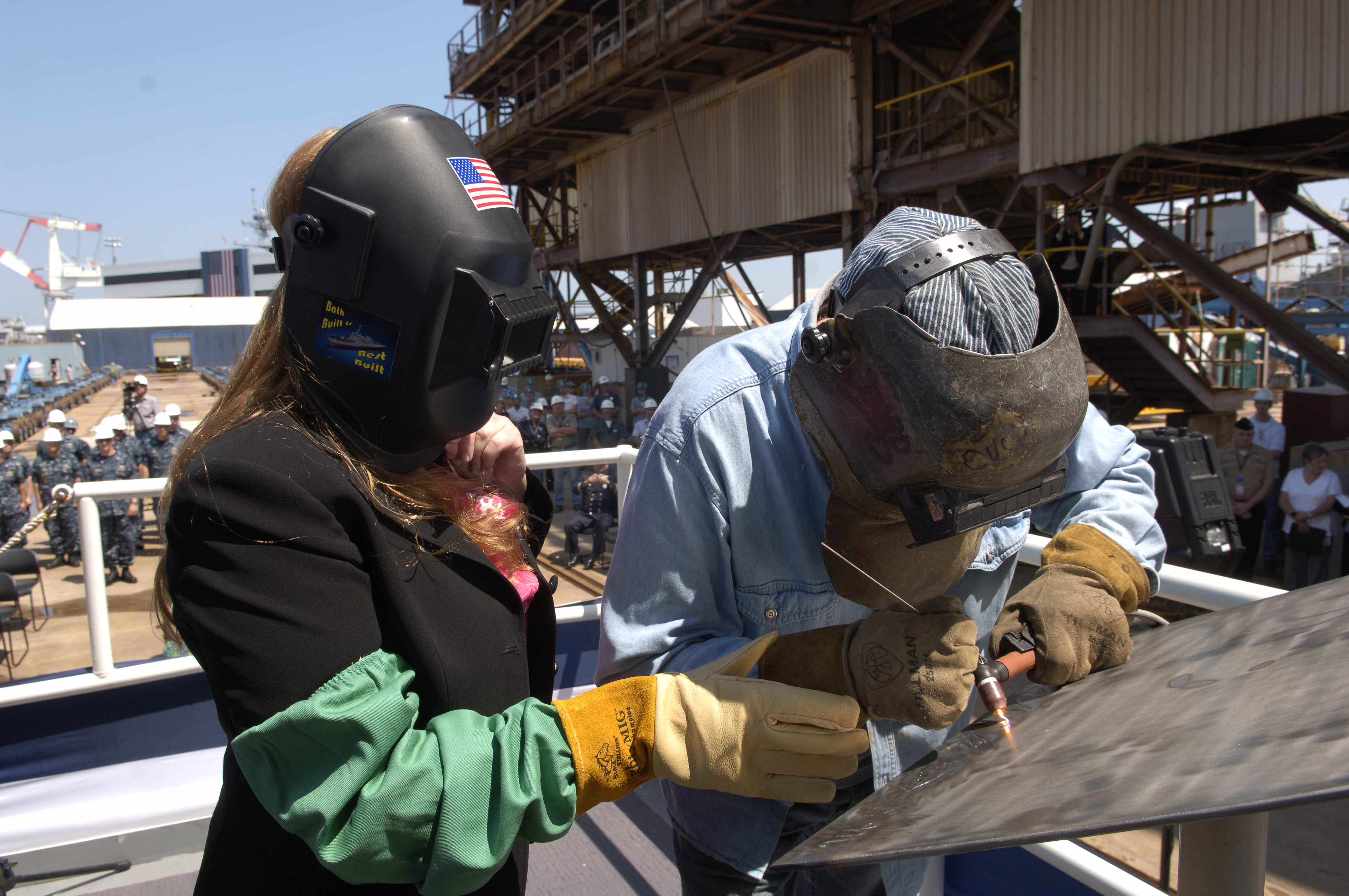
モーリーン・マーフィー（左）とエドウィン・バード。起工式で鋼板にサインを行うマーフィーの家族。

2010年6月18日、起工式で家族が鋼板にサインを行った。プレートは船体に取り付けられた。マーフィーは2005年6月にアフガニスタンで行われたレッド・ウィング作戦で戦死し、名誉勲章を与えられた。彼は米海軍におけるベトナム戦争以来初の名誉勲章受章者であった。
進水後マイケル・マーフィーは乾ドック入りし、艤装に数ヶ月が費やされた。9月9日、10日に艦はニューポート海軍基地において海軍関係者およびその家族に公開された。10月1日、就役式典のためニューヨークに移動、式典は6日に行われ、就役後は真珠湾を母港とする。
最初の国際的な寄港でバルバドスに到着し、ラリー・L・パルマー大使によって導かれた水兵達はバルバドスの子どもたちを助けるためボスコベレ小学校およびクイーンエリザベス病院を訪れた。
2013年5月23日には艦長の交代が行われ、トーマス・E・シュルツ中佐が退任、コーレイ・J・ターナー中佐が着任した。
2014年2月28日、カナダ海軍の補給艦、プロテクチュール (HMCS Protecteur, AOR 509) が真珠湾北東340カイリの海域で火災を起こす。マイケル・マーフィーはこれを救援するため急派された。2015年5月26日、このときの貢献が評価され、カナダ軍部隊感状を授与された。
2014年7月7日、リムパックに参加するため真珠湾を出港。8月1日の閉会式まで参加した。
2014年10月20日、第7艦隊と西太平洋で活動するため出港。これはマイケル・マーフィーにとって初めての西太平洋での任務となる。

## 参照
1. 1 2  “Michael Murphy”.   Naval Vessel Register. 2011年9月27日閲覧。
2. 1 2  “Keel for Future USS Michael Murphy Authenticated”.   Navy News Service (2010年6月18日). 2010年6月18日閲覧。
3. 1 2   Candiotti, Susan; Ross Levitt (2011年5月7日). “Navy ship dedicated to fallen SEAL”. CNN 2011年9月27日閲覧。
4. ↑  http://www.ussmichaelmurphy.org/
5. ↑  http://www.uscarriers.net/ddg112.htm
6. ↑  “Fallen Navy SEAL honored with warship”. Associated Press. (2011年5月7日) 2011年5月7日閲覧。
7. ↑  Sharp, David, (Associated Press), "Warship Built In Maine Bears Name Of Navy SEAL", Norfolk Virginian-Pilot, 8 May 2011.
8. ↑  http://www.popularmechanics.com/technology/military/navy-ships/uss-michael-murphy-on-board-the-navys-newest-warship#slide-1
9. ↑  http://barbados.usembassy.gov/ev10172012a.html
10. ↑  http://www.public.navy.mil/surfor/ddg112/Pages/USSMichaelMurphyholdsfirstchangeofcommand.aspx#.Uwj4xPldV8E
11. ↑  "HMCS Protecteur, based in B.C., experiences engine room fire at sea"
12. ↑  “USS Michael Murphy departs on maiden deployment”. hookelenews.com. 2015年5月18日閲覧。